# سایکل کولستروپ
سایکل کولستروپ (هلندی: Cycle Collstrop) یک تیم دوچرخه‌سواری در کشور هلند بود.
این تیم در سال ۲۰۰۱ تأسیس و در سال ۲۰۰۸ منحل شده‌است.